# Тан Мухань
Тан Мухань (4 вересня 2003) — китайська плавчиня.
Олімпійська чемпіонка 2020 року.